# 살트 (요르단)

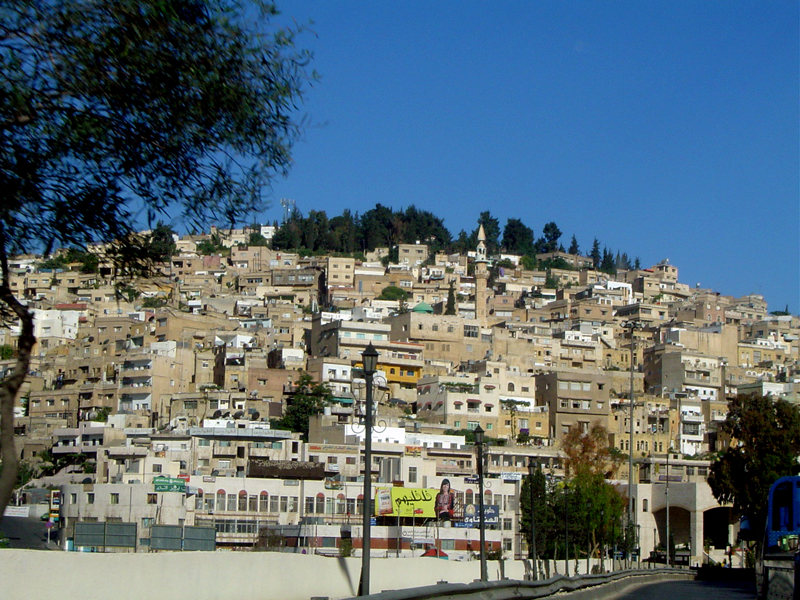
살트 시가지

살트(아랍어: السلط)는 요르단 중서부에 위치한 도시로, 발카 주의 주도이며 인구는 71,100명(2004년 기준)이다. 해발 790m에서 1,100m에 달하는 발카 고원과 요르단강 계곡과 가까운 언덕 3개에 걸쳐 있으며 13세기에 세워진 요새 유적이 있다.
1260년 몽골 제국이 이 곳을 함락했으며 맘루크 왕조의 바이바르스 시대(1260년~1277년)에 재건되었다. 1830년대 초반 오스만 제국의 이집트 총독 이브라힘 파샤가 팔레스타인 원정을 가던 중에 공격을 받으면서 크게 파괴되었다.